# A5公路 (英國)
A5公路，又名倫敦-霍利黑德幹道（London-Holyhead Trunk Road），是英格蘭及威爾斯的主要公路，連接倫敦及霍利黑德港，全長252英里（406）。

## 道路安全
達文特里至拉格比，長9.9英里（15.9）的路段，於2008年6月，被定為東米德蘭最危險的路段，於2004至06年間曾發生過15宗至命車禍。

## 圖片集

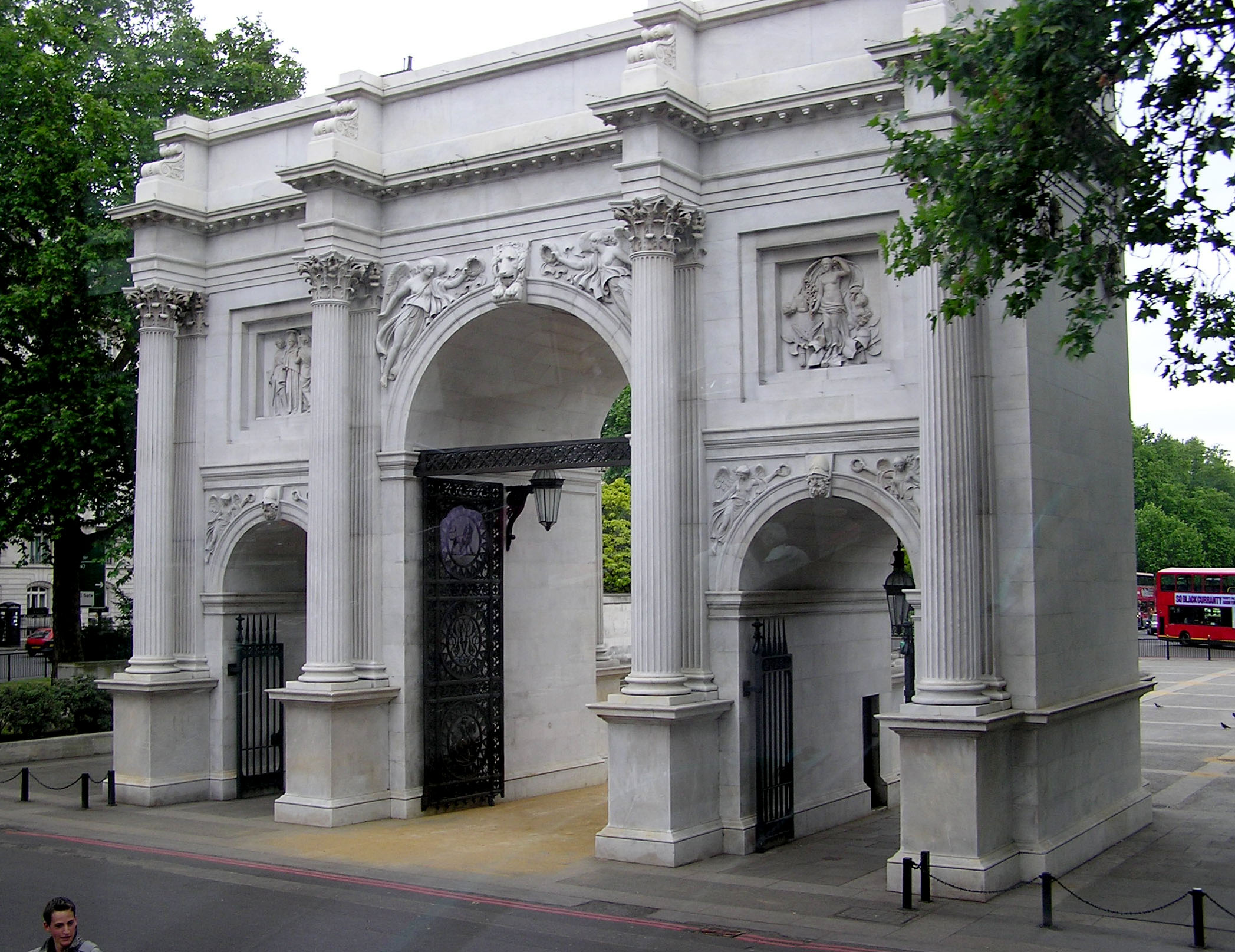
A5公路於倫敦的起點：大理石拱門
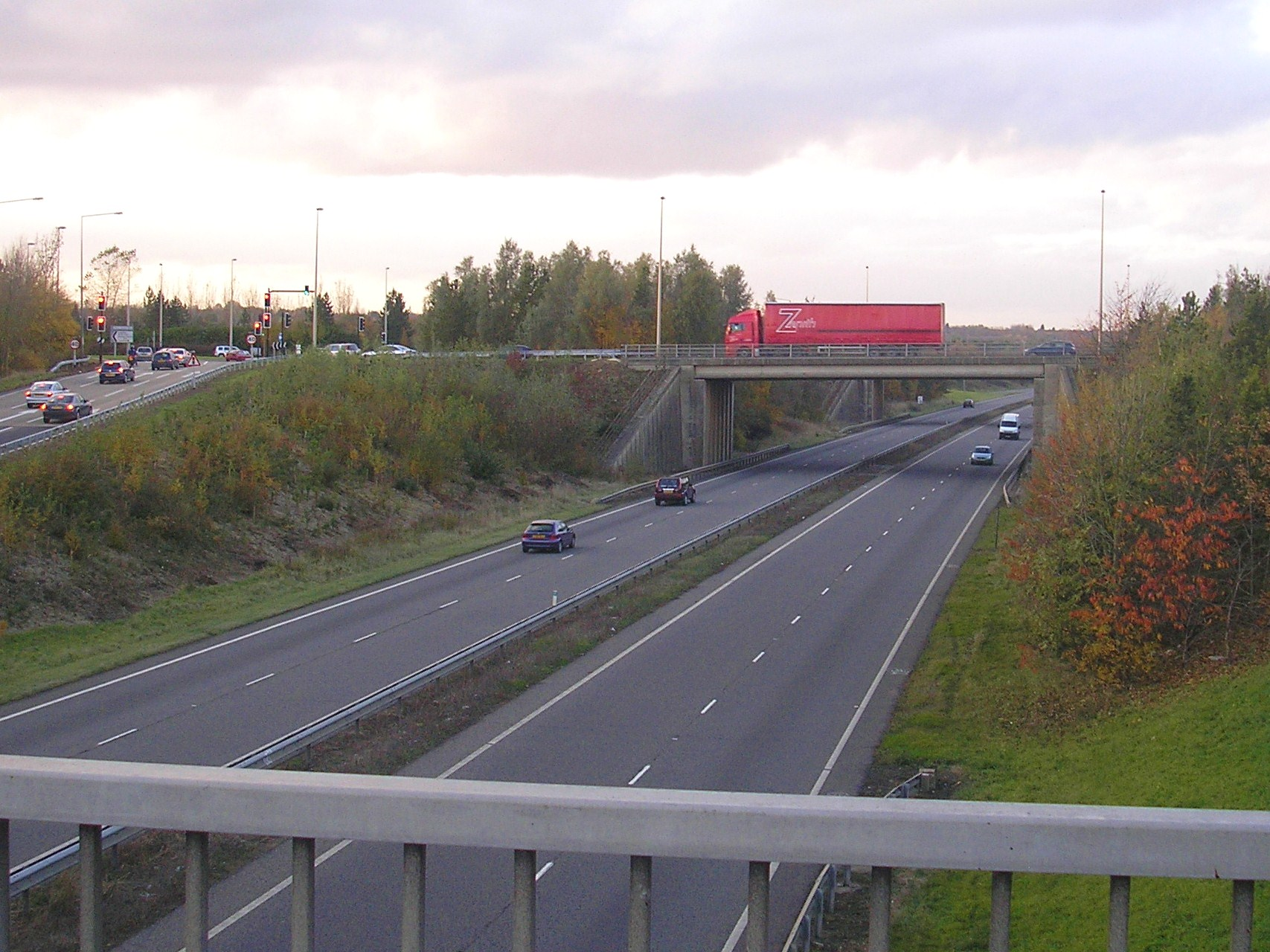
A5公路在米爾頓凱恩斯，望向北方與A509公路（英语：A509 road）的交匯處。
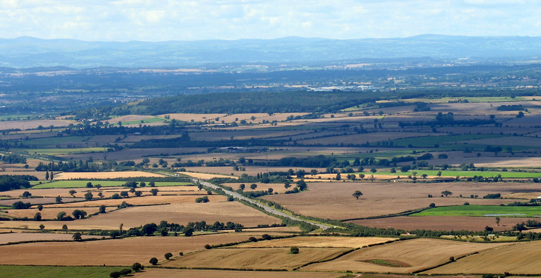
A5公路在史樂郡，近威靈頓（英语：Wellington, Shropshire）處。
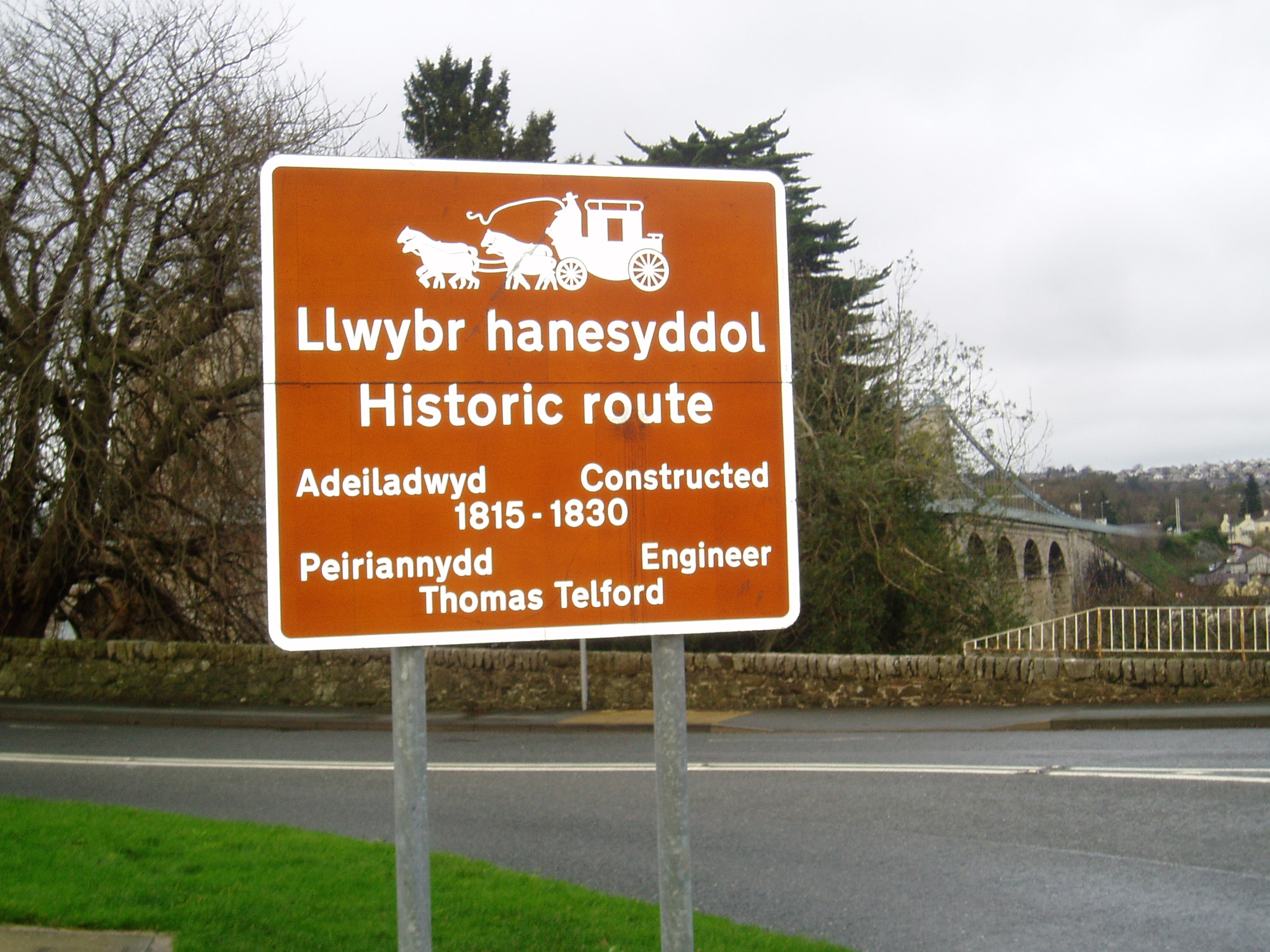
托馬斯·特爾福德歷史路線的路標
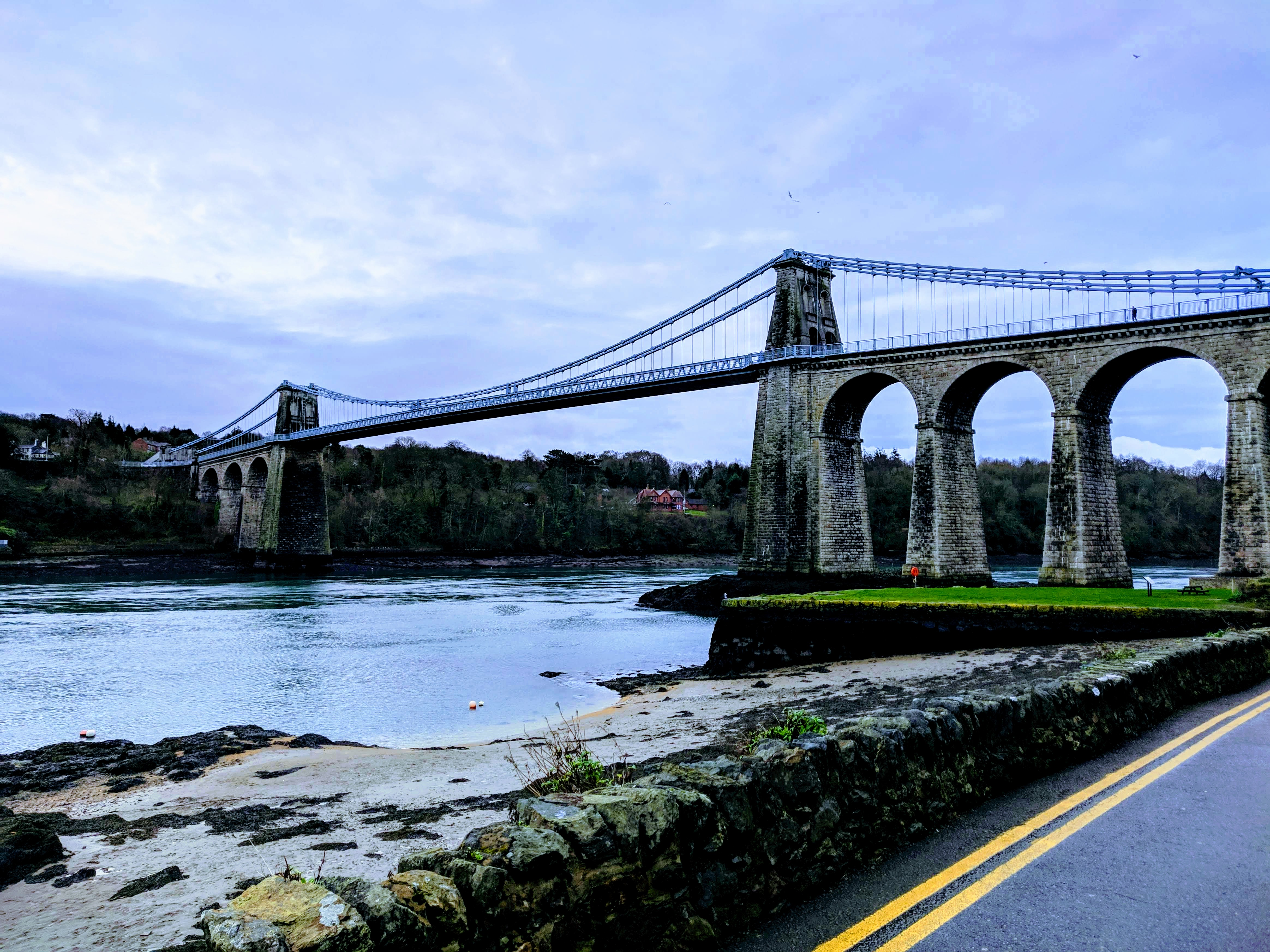
A5公路以梅奈吊橋（英语：Menai Suspension Bridge）橫跨梅奈海峽
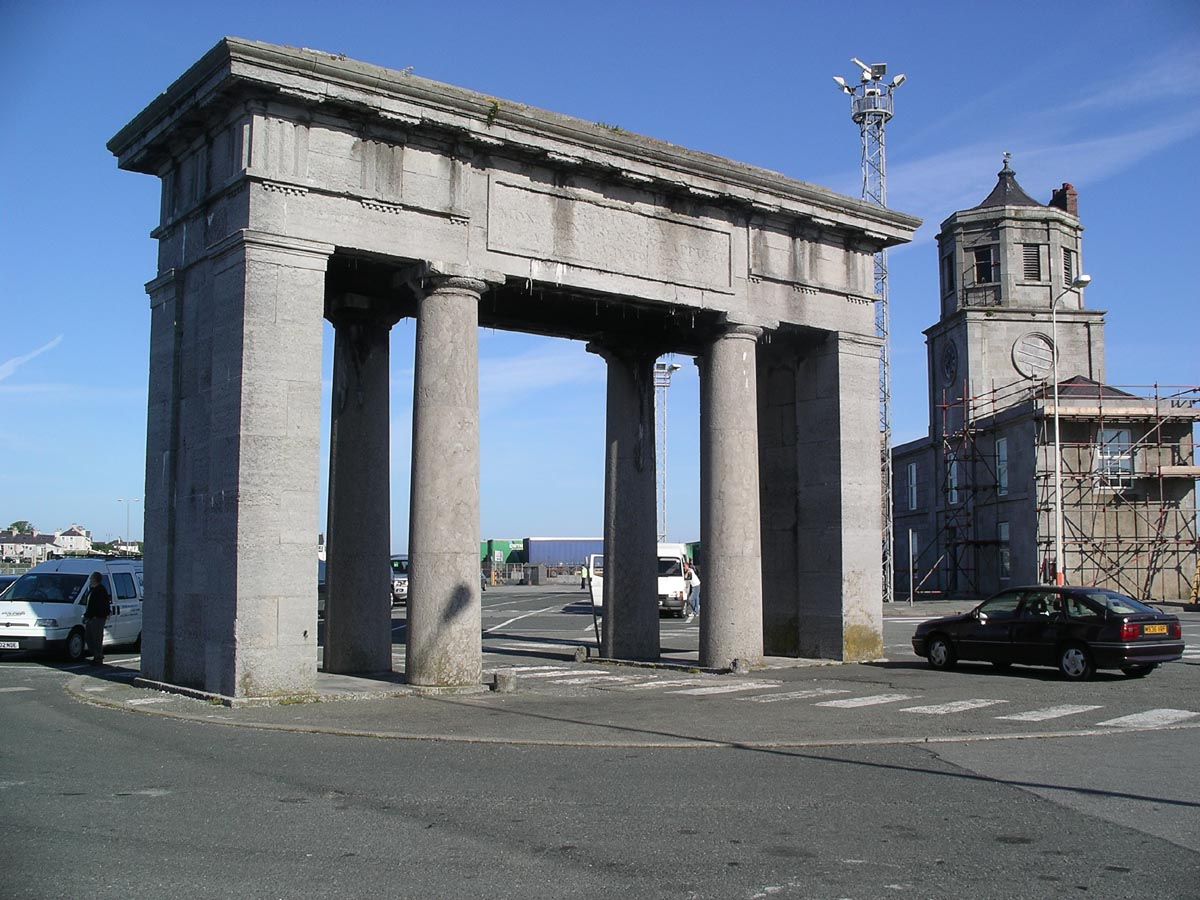
A5公路於霍利黑德的終點：上將拱門

## 外部連結
- Society for All British Road Enthusiasts entry for the A5 （页面存档备份，存于）
- Road to Nowhere: A5
- Nesscliffe bypass opened 21 March 2003. （页面存档备份，存于）
- Milestonesweb entry
- EuroRAP GB Tracking Survey Results 2008 （页面存档备份，存于）
- Road Safety Foundation
- 1815–1830 reports of Select Committees on roads to Holyhead （页面存档备份，存于） digitised by Enhanced British Parliamentary Papers On Ireland